# 59. pehotna divizija (ZDA)
59. pehotna divizija (izvirno angleško 59th Infantry Division) je bila fantomska pehotna divizija Kopenske vojske ZDA.

## Zgodovina
Divizija je bila ustanovljena v okviru operacije Fortitude.